# Batophila moesica
Batophila moesica es un coleóptero de la familia Chrysomelidae. Fue descrita en 1948 por Heikertinger.